# Confine tra Repubblica Centrafricana e Sudan
Il confine tra la Repubblica Centrafricana e il Sudan ha una lunghezza di 174 km e parte dal triplice confine con il Ciad a nord, al triplice confine con il Sudan del Sud, a sud.

## Descrizione
Il confine inizia a nord al triplice confine con il Ciad e procede via terra in direzione sud-est, virando a sud in prossimità della regione di Kafia Kingi, regione contesa con il Sud Sudan ma che attualmente è sotto l'amministrazione sudanese. Il confine è quindi costituito da una serie di linee irregolari su terreno collinare, che vira poi bruscamente verso est e procedendo infine verso l'attuale triplice confine de facto sud sudanese. Il confine segue approssimativamente lo spartiacque Nilo-Congo. 

## Storia
Il confine emerse per la prima volta durante la Spartizione dell'Africa, un periodo di intensa competizione tra le potenze europee nel tardo XIX secolo per il controllo dei territori in Africa. Il processo culminò nella Conferenza di Berlino del 1884, in cui le nazioni europee interessate concordarono sulle rispettive rivendicazioni territoriali e sulle regole degli impegni futuri. Come risultato di ciò, la Francia ottenne il controllo della valle superiore del fiume Niger (più o meno equivalente alle aree attuali del Mali e del Niger), e anche le terre esplorate da Pierre Savorgnan de Brazza per la Francia in Africa centrale (più o meno equivalenti al moderno Gabon e Congo-Brazzaville). Da queste basi i francesi esplorarono ulteriormente l'interno, collegando infine le due aree in seguito alle spedizioni dell'aprile 1900 che si incontrarono a Kousséri, nell'estremo nord del moderno Camerun. Queste regioni appena conquistate furono inizialmente governate come territori militari, con le due aree successivamente organizzate nelle colonie federali dell'Africa occidentale francese (Afrique occidentale française, abbreviato AOF) e dell'Africa equatoriale francese (Afrique équatoriale française, AEF).
Nel 1898-99 la Gran Bretagna e la Francia si accordarono sulle loro reciproche sfere di influenza delimitando una frontiera tra l'AEF e il Sudan anglo-egiziano (ovvero i moderni confini di Ciad-Sudan, di Repubblica Centrafricana-Sudan e di Repubblica Centrafricana-Sudan del Sud). Questa fu seguita dalla demarcazione sul terreno da parte di una commissione anglo-francese nel 1921-23, con la ratifica del confine finale il 21 gennaio 1924.
Il 1º gennaio 1956 il Sudan anglo-egiziano dichiarò l'indipendenza come Repubblica del Sudan; la Repubblica Centrafricana seguì più tardi il 13 agosto 1960 e il confine divenne allora una frontiera internazionale tra due stati indipendenti. A seguito di un referendum, il 9 luglio 2011 il Sudan del Sud ha dichiarato l'indipendenza dal Sudan, accorciando così in modo significativo il confine della Repubblica centrafricana-Sudan alla sua lunghezza attuale. 

## Insediamenti vicino al confine

### Repubblica Centrafricana
- Am Dafok

### Sudan
- Umm Rawq